# シティパーク (セントルイス)
シティパーク（Citypark）は、アメリカ合衆国・ミズーリ州セントルイスにあるサッカー専用スタジアム。2023シーズンからセントルイス・シティSCのホームスタジアムとして使用されている。

## 概要
2019年8月20日、MLSにおけるチーム数が30チームへと拡大し、新たにセントルイス・シティSCがMLSへ参入することを受けて、2020年2月にMLSが定める規格に沿った新スタジアムの建設が始まった。
2022年11月16日、セントルイス・シティSCのリザーブチームとドイツ・ブンデスリーガに所属していたバイエル・レバークーゼンとの親善試合でこけら落としとなり、レバークーゼンが3-0で勝利した。
陸上トラックの無いサッカー専用スタジアムとして建設されたため、スタジアムすべての席がピッチから78m以内に置かれ、MLSにおいて最もピッチから観客席までの距離が短いスタジアムとなっている。

## 開催された主な大会・試合
- 2023 CONCACAFゴールドカップ

| 日付          | チーム#1       | 結果 | チーム#2                       | 大会      |
| ------------- | -------------- | ---- | ------------------------------ | --------- |
| 2023年6月28日 | ジャマイカ     | 4-1  | トリニダード・トバゴ           | グループA |
| 2023年6月28日 | アメリカ合衆国 | 6-0  | セントクリストファー・ネイビス | グループA |
- 国際Aマッチ

| 日付          | チーム#1       | 結果 | チーム#2       | 大会     |
| ------------- | -------------- | ---- | -------------- | -------- |
| 2023年4月11日 | アメリカ合衆国 | 1-0  | アイルランド   | 親善試合 |
| 2023年9月9日  | アメリカ合衆国 | 3-0  | ウズベキスタン | 親善試合 |